# Fiad, Bistrița-Năsăud
Fiad este un sat în comuna Telciu din județul Bistrița-Năsăud, Transilvania, România. La recensământul din 2002 avea o populație de 276 locuitori.
Satul Fiad a fost înființat,la data de 7 ian. 1950,ca urmare a Legii MAN,nr.5/07.01.1950-privind reorganizarea României,când a primit cod potal nou și când au fost renumerotate casele,începând cu Gura Fiadului. 
Până atunci,satul Fiad funcționa, ca un cătun, așezat pe Valea Fiadului, numerele de casă erau în continuarea satului de reședină: Telciu.      

## Note

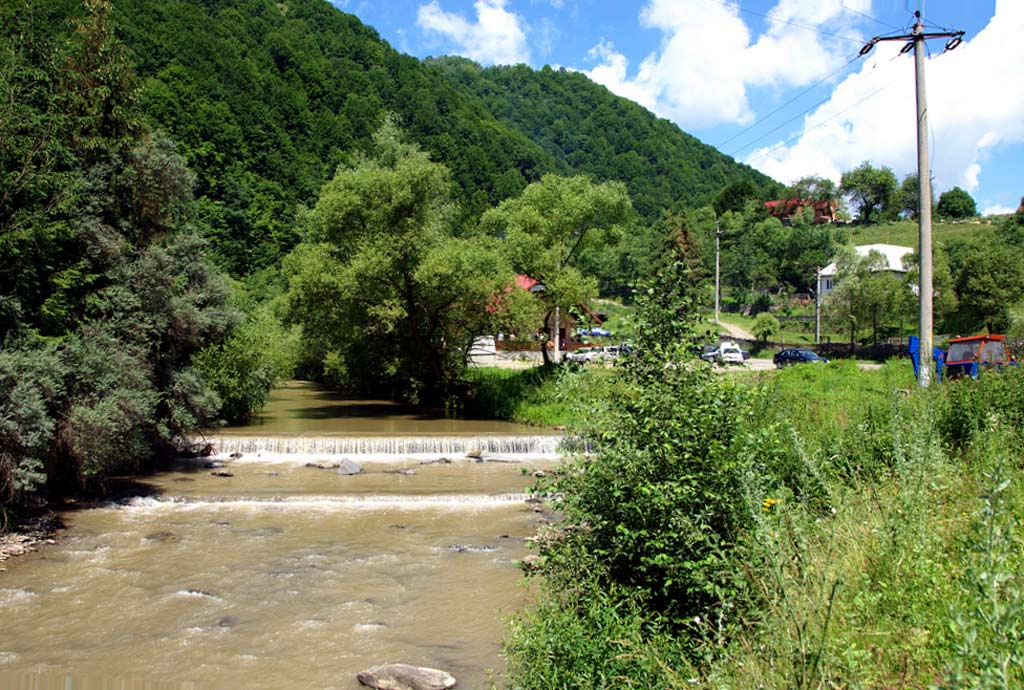
Fiad și răul Sălăuța